# Заозёрное (Генический район)
Заозёрное (укр. Заозерне) — село в Новотроицкой поселковой общине Генического района Херсонской области Украины на берегу канала.
Население по переписи 2001 года составляло 212 человек. Почтовый индекс — 75360. Телефонный код — 5548. Код КОАТУУ — 6524484002.

## История
В 1946 году указом ПВС УССР село Каиро-Тубал переименовано в Заозёрное.